# Focke-Wulf Fw 56
Il Focke-Wulf Fw 56 "Stösser" (o Stößer) (astore in lingua tedesca) fu un aereo da addestramento avanzato monomotore e ad ala alta, sviluppato dall'azienda aeronautica tedesca Focke-Wulf Flugzeugbau AG nei primi anni trenta.
Disegnato anche per rispondere alle esigenze di un caccia leggero d'emergenza, venne utilizzato nelle scuole di volo della Luftwaffe durante il periodo prebellico.

## Storia del progetto
Già nelle prime fasi della sua esistenza il Reichsluftfahrtministerium (RLM), il ministero deputato alla gestione dell'intera aviazione civile e militare della Germania dopo l'ascesa politica di Adolf Hitler, cominciò a definire un programma di ricostituzione dell'aeronautica militare nazionale. A tale scopo il Technisches Amt (identificato anche come C-Amt), ufficio tecnico della sua componente militare e che faceva capo alla Luftwaffe espresse l'esigenza di dotarsi di un aereo da caccia leggero identificato come Heimatschutzjäger, una soluzione già sperimentata anche in Francia e che si basava su un velivolo compatto, di peso contenuto e mosso da un motore aeronautico dalla potenza ridotta ma tuttavia adeguata alla massa del modello. Questa particolare categoria di caccia, che sfruttava le potenziali doti di agilità date dalla massa ridotta, e che era destinata al ruolo di caccia "di emergenza" e da difesa aerea del territorio, risultava anche adatta all'addestramento avanzato dei piloti destinati ai Jagdgeschwader (JG) così che nel 1935 emise una specifica relativa alla fornitura di un nuovo modello monoposto che potesse soddisfare tali esigenze da destinare alle scuole di volo della Luftwaffe. Tra le caratteristiche richieste quella dell'adozione del motore Argus As 10C, un 8 cilindri a V rovesciata raffreddato ad aria in grado di esprimere una potenza pari a 240 CV (180 kW). Alla richiesta risposero quattro aziende aeronautiche nazionali, la Arado Flugzeugwerke, la Focke-Wulf Flugzeugbau, la Ernst Heinkel Flugzeugwerke e la Henschel Flugzeugwerke.
La Focke-Wulf-Flugzeugbau affidò il progetto al suo direttore tecnico ing. Kurt Tank che disegnò un modello dall'impostazione convenzionale, caratterizzato dalla fusoliera realizzata con struttura in tubi di acciaio saldati, rivestita in tela tranne anteriormente dove era sostituita da pannelli in metallo. L'ala, montata sulla parte superiore della carlinga, aveva la struttura in legno ricoperta in gran parte da fogli di compensato mentre il bordo d'uscita era ricoperto in tela.
Il carrello d'atterraggio era fisso, ammortizzato anteriormente e dotato posteriormente di un pattino d'appoggio.
Il primo prototipo, che assunse la designazione Fw 56 V1, volò per la prima volta nel novembre del 1933. Al secondo prototipo, l'Fw 56 V2, furono apportate alcune modifiche alla fusoliera ed alle ali, ora completamente in metallo anziché in legno come le precedenti. Nel febbraio 1934 volò il terzo prototipo che, dopo aver valutato i dati forniti dai collaudi del V1, ritornava ad avere un'ala in legno.
Dopo il confronto nei collaudi del 1935, dove si scontrò con i concorrenti Arado Ar 76, Heinkel He 74, Henschel Hs 121 ed Hs 125, l'RLM lo ritenne superiore ed ordinò alla Focke-Wulf di avviarne la produzione in serie.
Furono costruiti circa 1 000 esemplari, in gran parte consegnati alle scuole di volo della Luftwaffe e in parte consegnati alle forze armate aeree degli alleati tedeschi Austria, Ungheria e Bulgaria. Una piccola parte della produzione fu ceduta per uso privato tra cui a Gerd Achgelis che più tardi fondò, assieme ad Henrich Focke, la società produttrice di elicotteri Focke-Achgelis.

## Versioni
- Fw 56 V1: primo prototipo
- Fw 56 V2: secondo prototipo
- Fw 56 V3: terzo prototipo
- Fw 56 A-0: tre esemplari di pre produzione
- Fw 56 A-1: versione di serie, monoposto con incarico di addestratore avanzato

## Utilizzatori
Austria
- Heimwehr Flieger Korps

 Bulgaria
- Vazhdushnite na Negovo Velichestvo Voiski

 Germania
- Luftwaffe

 Ungheria
- Magyar Királyi Honvéd Légierő

### Velivoli comparabili
Cecoslovacchia
- Avia B.534

 Regno Unito
- Hawker Fury

 Francia
- Dewoitine D.501
- Dewoitine D.510
- Loire 46

 Germania
- Arado Ar 76
- Heinkel He 51
- Heinkel He 74

 Giappone
- Kawasaki Ki-10

 Italia
- Fiat C.R.32

 Jugoslavia
- Ikarus IK-2

 Paesi Bassi
- Fokker D.XVII

 Polonia
- PZL P.7
- PZL P.11

 Romania
- IAR 14

 Stati Uniti
- Boeing P-26
- Grumman F2F

 Unione Sovietica
- Polikarpov I-15
- Polikarpov I-153
- Polikarpov I-16